# Darkstar
Darkstar és un duet de música electrònica. Des de 2007, han publicat música a les discogràfiques Hyperdub i 2010 Records. Han rebut bones crítiques pel seu llançament inicial. En 2009, el seu tema Aidy's Girl Is a Computer va ser nomenat pel The Guardian com "un dels singles de l'any" i va estar classificat com un dels 100 primers temes de 2009 per Pitchfork Media. Va estar inclòs a la compilació 5: Five Years of Hyperdub.

## Discografia

### Àlbums
- 2010 North (Hyperdub)

### Singles i EPs
- 2007 "Dead 2 Me" / "Break" (2010 Records)
- 2007 "Lilyliver" / "Out of Touch" (2010 Records)
- 2007 "Memories" (Remix) / "Saytar" (MG77)
- 2008 "Need You" / "Squeeze My Lime" (12-inch single) (Hyperdub)
- 2008 "Round Ours" (Clandestine Cultivations)
- 2008 "Starkey" (Remixes) (Offshore Recordings)
- 2010 "Aidy's Girl Is a Computer" (Hyperdub)